# ムーディ・ブルー
「ムーディ・ブルー」はエルヴィス・プレスリーのアルバム、及び楽曲。

## 解説
1〜3曲目の「アンチェインド・メロディ」「愛しい貴方」「リトル・ダーリン」は1977年4月24日と26日のミシガン州でのライブ録音。
5曲目の「レット・ミー・ビー・ゼア」は「ライヴ・イン・メンフィス」収録のものと同じ音源。
「ムーディ・ブルー」「何でもないのに 」は1976年2月2日から8日に行われたジャングル・ルーム・セッションのもの。
1976年10月29日から30早朝にかけてエルヴィスは「ウェイ・ダウン」「プレッシング・マイ・ラヴ」「イッツ・イージー・フォー・ユー」を録音。
30日は「浮気はやめなよ」とジェリー・シェフ作の「There's A Fire Down Below」の演奏が録音され、翌日の31日の午前8時にレコーディング・セッションが終了した後、
エルヴィスはこの日の夜から翌日朝にかけて「浮気はやめなよ」のヴォーカルを録音し、これがエルヴィスの最後のスタジオ録音となった。
1977年1月22日から24日にかけてナッシュビルのクリエイティブ・ワークショップでレコーディングセッションが行われたがエルヴィスは予定をキャンセルし何も録音せず、
22日にミュージシャン達とJ.D.サムナー＆スタンプス、スウィート・インスピレーションズが「ウェイ・ダウン」と「プレッシング・マイ・ラヴ」のリズム・トラックを再録音した。
1977年2月上旬にRCAはグレイスランドのラケットボールコートの中に仮設レコーディングスタジオをセットアップし、
ミュージシャン、バックアップ歌手達を近くのホテルに3日間待機させるが録音は行われず、エルヴィスがスタジオでレコーディングを行おうとしたのはこれが最後だった。

2000年にアップグレイド・バージョンとして「メンフィスより愛をこめて」から全10曲がボーナストラックとして付け加えられたが、ムーディ・ブルー収録の「レット・ミー・ビー・ゼア」が外された。
1977年2月20日のノース・キャロライナ州シャーロットでのコンサートでエルヴィスは「ムーディ・ブルー」を歌おうと何度か試みたがキーが高すぎて駄目だと言い歌詞カードを破ってしまったが、
21日の同場所でのコンサートでは歌うことができた。エルヴィスが「ムーディ・ブルー」をライヴで歌ったのはこの時が最初で最後だった。 
エルヴィスがオリビア・ニュートン＝ジョンの「愛しい貴方」を取り上げたことに対しオリビアは「私の作品が”ザ・キング”によって歌われたなんて本当に夢のようです」と語っている。
このアルバムの初回限定25万枚は青いビニール盤でプレスされ、その後黒いビニール盤に切り替わったがエルヴィスの死後再び青いビニール盤でプレスされるようになったため、黒いビニール盤の方は数が少なくコレクターズアイテムとなっている。
RCAインディアナポリス工場が初回限定25万枚の青いビニール盤をプレスしている途中で20億枚プレスを達成し、
1977年6月26日のインディアナ州インディアナポリスでのコンサートの前にエルヴィスはRCAから20億枚目のレコードプレスを記念して特別記念額を授与された。

そしてこの日がエルヴィスの最後のコンサートだった。

## 収録曲

### A面
| Track | 録音日   | 邦題                       | 曲名                         | 作曲者                      | 時間 |
| ----- | -------- | -------------------------- | ---------------------------- | --------------------------- | ---- |
| 1.    | 77/4/24  | アンチェインド・メロディ   | Unchained Melody             | Alex North, Hy Zaret        | 2:32 |
| 2.    | 77/4/26  | 愛しい貴方                 | If You Love Me (Let Me Know) | John Rostill                | 2:57 |
| 3.    | 77/4/24  | リトル・ダーリン           | Little Darlin'               | Maurice Williams            | 1:52 |
| 4.    | 76/10/31 | 浮気はやめなよ             | He'll Have to Go             | Joe Allison, Audrey Allison | 4:28 |
| 5.    | 74/3/20  | レット・ミー・ビー・ゼアー | Let Me Be There              | John Rostill                | 3:26 |

### B面
| Track | 録音日   | 邦題                           | 曲名                    | 作曲者                          | 時間 |
| ----- | -------- | ------------------------------ | ----------------------- | ------------------------------- | ---- |
| 1.    | 76/10/29 | ウェイ・ダウン                 | Way Down                | Layng Martine, Jr.              | 2:37 |
| 2.    | 76/10/29 | プレッシング・マイ・ラヴ       | Pledging My Love        | Don Robey, Ferdinand Washington | 2:50 |
| 3.    | 76/2/4   | ムーディ・ブルー               | Moody Blue              | Mark James                      | 2:49 |
| 4.    | 76/2/2   | 何でもないのに                 | She Thinks I Still Care | Dickey Lee Lipscomb             | 3:49 |
| 5.    | 76/10/29 | イッツ・イージー・フォー・ユー | It's Easy for You       | Andrew Lloyd Webber, Tim Rice   | 3:26 |

### アップグレイド・バージョン
| Track | 録音日   | 邦題                           | 曲名                             | 作曲者                           | 時間 |
| ----- | -------- | ------------------------------ | -------------------------------- | -------------------------------- | ---- |
| 1.    | 77/4/26  | アンチェインド・メロディ       | Unchained Melody                 | Alex North, Hy Zaret             | 2:32 |
| 2.    | 77/4/26  | 愛しい貴方                     | If You Love Me (Let Me Know)     | John Rostill                     | 2:57 |
| 3.    | 77/4/24  | リトル・ダーリン               | Little Darlin'                   | Maurice Williams                 | 1:52 |
| 4.    | 76/10/30 | 浮気はやめなよ                 | He'll Have to Go                 | Joe Allison, Audrey Allison      | 4:28 |
| 5.    | 76/10/29 | ウェイ・ダウン                 | Way Down                         | Layng Martine, Jr.               | 2:37 |
| 6.    | 76/10/29 | プレッシング・マイ・ラヴ       | Pledging My Love                 | Don Robey, Ferdinand Washington  | 2:50 |
| 7.    | 76/2/4   | ムーディ・ブルー               | Moody Blue                       | Mark James                       | 2:49 |
| 8.    | 76/2/2   | 何でもないのに                 | She Thinks I Still Care          | Dickey Lee Lipscomb              | 3:49 |
| 9.    | 76/10/29 | イッツ・イージー・フォー・ユー | It's Easy for You                | Andrew Lloyd Webber, Tim Rice    | 3:26 |
| 10.   | 76/2/5   | 心の痛手                       | Hurt                             | Jimmie Crane, Al Jacobs          | 2:11 |
| 11.   | 76/2/6   | ネヴァー・アゲイン             | Never Again                      | Billy Edd Wheeler, Jerry Chesnut | 2:54 |
| 12.   | 76/2/7   | 雨の別離                       | Blue Eyes Crying in the Rain     | Fred Rose                        | 3:45 |
| 13.   | 76/2/5   | ダニー・ボーイ                 | Danny Boy                        | Frederic E. Weatherly            | 4:00 |
| 14.   | 76/2/2   | ラスト・フェアウェル           | The Last Farewell                | Roger Whittaker, Ron A. Webster  | 4:06 |
| 15.   | 76/2/5   | フォー・ザ・ハート             | For The Heart                    | Dennis Linde                     | 3:25 |
| 16.   | 76/2/2   | つらい涙                       | Bitter They Are Harder They Fall | Larry Gatlin                     | 3:20 |
| 17.   | 76/2/3   | ソリティアー                   | Solitaire                        | ニール・セダカ, Phil Cody        | 4:44 |
| 18.   | 76/2/6   | ラヴ・カミング・ダウン         | Love Coming Down                 | Jerry Chesnut                    | 3:10 |
| 19.   | 76/2/4   | 最後の恋                       | I'll Never Fall In Love Again    | Lonnie Donegan, Jimmy Currie     | 3:49 |

## 参加ミュージシャン
- エルヴィス・プレスリー - Elvis Presley - vocals, guitars, bass on "Blue Eyes Crying In The Rain"
- J.D.サムナー&スタンプス - J.D. Sumner & The Stamps - background vocals
- キャシー・ウェストモーランド - Kathy Westmoreland - background vocals
- マーナ・スミス - Myrna Smith - background vocals
- ザ・スウィート・インスピレーションズ - The Sweet Inspirations - background vocals
- シェリル・ニールセン - Sherrill Nielson - background vocals
- バーゲン・ホワイト - Bergen White - string & horn arrangements
- ジェームズ・バートン - James Burton - lead guitar
- ジョン・ウィルキンソン - John Wilkinson - rhythm guitar
- ジェリー・シェフ - Jerry Scheff - bass
- デヴィッド・ブリッグス - David Briggs - keyboards
- ロニー・タット - Ronnie Tutt - drums